# Beta (Magic: The Gathering)
 For alternative betydninger, se Beta (flertydig). (Se også artikler, som begynder med Beta)
Beta er titlen på den anden serie i samlekortspillet Magic: The Gathering. Serien blev udgivet i oktober 1993 og indeholder 302 forskellige kort.